# Последний платёж
«Последний платёж» — историко-приключенческий роман, впервые опубликованный в 1992 году (отдельные главы вышли в 1990) на русском языке, продолжение романа Александра Дюма-отца «Граф Монте-Кристо». Изначально приписывался самому Дюма, позже сообщения об этом авторстве были признаны мистификацией. Предположительно, роман был создан советским писателем Вячеславом Лебедевым, сначала заявленным как автор перевода.

## Сюжет
Действие романа начинается в России в 1838 году, после событий, описанных в «Графе Монте-Кристо» Дюма. Эдмон Дантес, отомстивший своим врагам, женившийся на Гайдэ и ставший отцом двух детей, приезжает с семьёй в Москву. Там он получает пощёчину от студента, который принимает его за однофамильца, убийцу поэта Александра Пушкина. Граф, шокированный этой историей и осознавший величие убитого, решает отомстить Жоржу Дантесу и устраивает «бескровную расправу». В эпилоге появляется сам Александр Дюма, который обращается к графу с прочувствованной речью: «И я, и Пушкин из своего гроба благодарно приветствуем вас, Эдмон Дантес, за вашу последовательность и неумолимость в отношении выродка, носящего то же имя, что и вы».

## Публикация и оценки

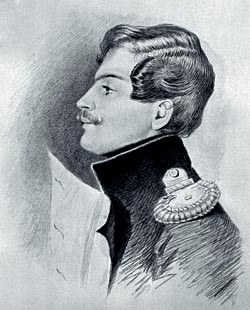
Барон д’Антес в 1830-е годы. Портрет Т. Райта

В 1990 году в московском журнале «Слово» появились избранные главы из «Последнего платежа». В редакторском вступлении сообщалось, что Александр Дюма-отец, родственник Жоржа Дантеса, написал этот роман в 1851 году, находясь под впечатлением от путешествия по России и желая отдать «дань памяти великому поэту России от француза». Перевод на русский язык, по словам редактора, был выполнен «для служебного пользования» Вячеславом Лебедевым и предоставлен для публикации пушкинистом Семёном Гейченко. В 1992 году «Последний платёж» был издан в виде отдельной книги. И на её обложке, и в рекламных статьях в газетах «Литературная Россия» и «Правда» сообщалось, что рукопись романа нашли в архивах КГБ.
Глава Российского общества друзей Дюма Михаил Буянов в 1993 году издал книгу «По следам Дюма», в которой назвал «Последний платёж» романом-мистификацией. Он отметил, что писатель путешествовал по России в 1858—1859 годах, не был связан какими-либо узами с Жоржем Дантесом и никогда не демонстрировал интереса ни к нему, ни к Пушкину; в путевых заметках и мемуарах Дюма об этих людях нет ни слова (притом что их автор всегда был очень многословен и не скупился на подробности). К тому же Буянов заявил, что стиль, которым написан «Последний платёж», заметно отличается от стиля Дюма («какой-то канцелярский, нединамичный, сонный»), что автор романа знает российские реалии заметно лучше, чем французские, и в ряде случаев пишет даже будто «по мотивам самых расхожих литературных страниц курса неполной средней школы». Французским «друзьям Дюма» этот роман был неизвестен, в КГБ рассказали, что рукопись «Последнего платежа» в архивах ведомства не хранилась.
Исходя из всего этого, Буянов предположил, что роман был написан на русском языке в XX веке. Вероятный автор — человек, указанный в первом издании как переводчик, Вячеслав Алексеевич Лебедев (1900—1979), малоизвестный советский писатель, создавший биографии Пушкина, Максима Горького, Михаила Фрунзе, Ивана Мичурина. Появление Дюма в эпилоге указывает на то, что Лебедев не планировал мистификацию. После его смерти роман остался неизданным, а впоследствии другие люди выдали «Последний платёж» за произведение Дюма. С этой версией согласились Александр Обризан и Андрей Кротков, опубликовавшие статью «Весёлые призраки литературы» в одном из номеров газеты «Книжное обозрение» за 1993 год, и Алла Головачева, автор книги «Пушкин, Чехов и другие: поэтика литературного диалога», опубликованной в Симферополе в 2005 году.